# 天井下り

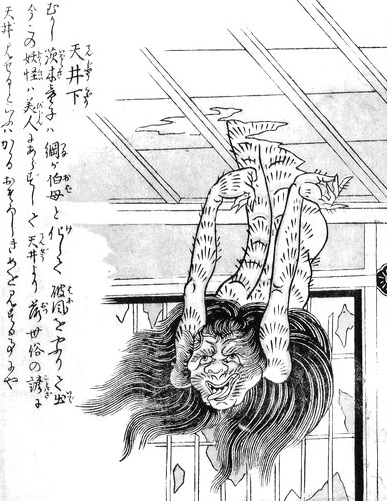
鳥山石燕『今昔画図続百鬼』より「天井下り」

天井下り、天井下（てんじょうくだり）または天井下がり（てんじょうさがり）は、鳥山石燕の妖怪画集『今昔画図続百鬼』に描かれている日本の妖怪。
長い髪を振り乱した醜い老女が、家の天井から逆さまでぶら下がった姿として描かれている。書籍によっては、夜中などに家の天井から突然現れるが、特に人間に対して危害を加えることはない、などとされている。
天井下りはその異界としての天井から出現する妖怪との解釈もある。
石燕の時代には、人を困らせるという意味で「天井を見せる」という言い回しがあったことから、石燕が言葉遊びで創作した妖怪との説もある。

## 類話
江戸時代の怪談集『宿直草』にある「甲州の辻堂に化け物のある事」によれば、甲州（現・山梨県）で山中のお堂の天井裏に化け物が住み着き、お堂に泊まった旅人を捕えて食らっていたという。
山梨県北巨摩郡の民間伝承によれば、夜中に天井から「天吊るし（てんづるし）」という稚児のような姿のものが現れたという。特に人間に危害をあたえるわけではなく、ただ現れるだけである。書籍によっては天井下りの類話として扱われているものの、天吊るしは民間伝承、天井下りは前述のように創作物とされているため、類話とはいえないとの指摘もあるが、天吊るしもまた創作された妖怪とする説もある。